# Crash! Boom! Bang!
Crash! Boom! Bang! is het vijfde studioalbum van het Zweedse duo Roxette, uitgegeven op 9 april 1994 door EMI. Terwijl het album een groot succes was in Europa, bleef een succes in de Verenigde Staten uit door een gebrek aan goede promotie.

## Tracklist
Alle nummers zijn geschreven door Per Gessle tenzij het anders staat aangegeven.

| 1.                 | Harleys & Indians (Riders in the Sky)                 | 03:44 |
| 2.                 | Crash! Boom! Bang!                                    | 05:01 |
| 3.                 | Fireworks                                             | 03:57 |
| 4.                 | Run to You                                            | 03:39 |
| 5.                 | Sleeping in My Car                                    | 03:45 |
| 6.                 | Vulnerable                                            | 05:00 |
| 7.                 | The First Girl on the Moon                            | 03:01 |
| 8.                 | Place Your Love                                       | 03:07 |
| 9.                 | I Love the Sound of Crashing Guitars                  | 04:47 |
| 10.                | What's She Like?                                      | 04:13 |
| 11.                | Do You Wanna Go the Whole Way?                        | 04:09 |
| 12.                | Lies (tekst en muziek van Mats Persson en Per Gessle) | 03:34 |
| 13.                | I'm Sorry                                             | 03:13 |
| 14.                | Love Is All (Shine Your Light on Me)                  | 06:44 |
| 15.                | Go to Sleep (muziek van Marie Fredriksson)            | 03:59 |
| Totale duur: 62:00 |                                                       |       |

| 16.                | Almost Unreal (van de Super Mario Bros. Soundtrack) | 03:57 |
| 17.                | Crazy About You                                     | 03:58 |
| 18.                | See Me (B-kant van Salvation)                       | 03:44 |
| Totale duur: 73:40 |                                                     |       |